# Anthia thoracica
Anthia thoracica es una especie de escarabajo del género Anthia, familia Carabidae. Fue descrita científicamente por Thunberg en 1784.

## Descripción
Puede alcanzar una longitud de aproximadamente 47 a 53 milímetros (1,9 a 2,1 pulgadas). El cuerpo es negro, con un parche ovalado de setas amarillentas en cada extensión lateral del pronoto y una banda de setas reclinadas blanquecinas en los márgenes laterales de los élitros. Las mandíbulas son fuertes y alargadas en los machos. El pronoto tiene alas laterales anchas y los élitros son ovados y lisos, con ocho estrías lineales.

## Distribución geográfica
Habita en Namibia, Tanzania y Sudáfrica.